# Председатель Президиума Верховного Совета СССР
Председатель Президиума Верховного Совета СССР — высшая государственная должность в СССР в период с 1938 по 1989 год. Председатель Президиума избирался на совместном заседании палат Верховного Совета СССР.

## История
Должность была введена Конституцией СССР 1936 г., как преемница должности председателя Центрального исполнительного комитета СССР. Часто председатель Президиума назывался «главой Советского государства» (а за рубежом нередко и «президентом»), хотя формально коллегиальным главой государства считался весь Президиум Верховного Совета, который издавал указы (подписываемые председателем и секретарём Президиума) по основным вопросам государственного устройства, а также о замещении государственных должностей, награждениях орденами и медалями и т. п. Председатель Президиума вручал высшие государственные награды, возглавлял комиссию по помилованиям, принимал верительные грамоты и т. п. Приёмная председателя Президиума находилась в Москве в доме № 4/7 на углу улиц Моховая и Воздвиженка.
Номинально будучи высшим органом государственной власти в стране, фактически ни Президиум, ни его председатель не обладали реальной политической властью, которая в разное время была сосредоточена в руках Генерального (Первого) секретаря ЦК КПСС или Председателя Совета Народных Комиссаров (Совета Министров) СССР. Совмещение постов Генерального секретаря и Председателя Президиума Верховного Совета наблюдалось в 1977—1985 и 1988—1989 годах, начиная с Л. И. Брежнева; таким образом в руках одного человека находился контроль и над партийным, и над государственным аппаратами.
Должность председателя Президиума Верховного Совета СССР была упразднена изменениями и дополнениями, внесёнными в Конституцию СССР законом от 1 декабря 1988 года, а вместо неё была учреждена должность председателя Верховного Совета СССР, избираемого Съездом народных депутатов.

## Полномочия
Полномочия Председателя Президиума Верховного Совета СССР были такими же, как и у любого другого главы государства: он мог назначать выборы в Верховный Совет СССР, проводить сессии Верховного Совета, осуществлять контроль за исполнением Конституции и законов союзных республик, ратифицировать и денонсировать договоры и так далее. Однако фактически это было лишь на бумаге. Должность хоть и считалась высшей и самой почётной, в реальности была чисто номинальной. Все самые важные решения принимал ЦК Компартии.

## Председатели
| №  | Имя (годы жизни) | Имя (годы жизни)                                | Срок полномочий | Срок полномочий | Первый заместитель                                    | Созыв            | Партия      |
| №  | Имя (годы жизни) | Имя (годы жизни)                                | Начало          | Конец           | Первый заместитель                                    | Созыв            | Партия      |
| -- | ---------------- | ----------------------------------------------- | --------------- | --------------- | ----------------------------------------------------- | ---------------- | ----------- |
| 1  |                  | Михаил Иванович Калинин (1875—1946)             | 17 января 1938  | 19 марта 1946   | Николай Шверник                                       | 1-й созыв        | ВКП(б)      |
| 2  |                  | Николай Михайлович Шверник (1888—1970)          | 19 марта 1946   | 15 марта 1953   | —                                                     | 2-й—3-й созывы   | ВКП(б)→КПСС |
| 3  |                  | Климент Ефремович Ворошилов (1881—1969)         | 15 марта 1953   | 7 мая 1960      | —                                                     | 3-й—5-й созывы   | КПСС        |
| 4  |                  | Леонид Ильич Брежнев (1906—1982)                | 7 мая 1960      | 15 июля 1964    | —                                                     | 5-й—6-й созывы   | КПСС        |
| 5  |                  | Анастас Иванович Микоян (1895—1978)             | 15 июля 1964    | 9 декабря 1965  | —                                                     | 6-й созыв        | КПСС        |
| 6  |                  | Николай Викторович Подгорный (1906—1983)        | 9 декабря 1965  | 16 июня 1977    | —                                                     | 6-й—9-й созыв    | КПСС        |
| 7  |                  | Леонид Ильич Брежнев (1906—1982)                | 16 июня 1977    | 10 ноября 1982  | Василий Кузнецов                                      | 10-й созыв       | КПСС        |
| —  |                  | Василий Васильевич Кузнецов (и. о.) (1901—1990) | 10 ноября 1982  | 16 июня 1983    | он сам                                                | 10-й созыв       | КПСС        |
| 8  |                  | Юрий Владимирович Андропов (1914—1984)          | 16 июня 1983    | 9 февраля 1984  | Василий Кузнецов                                      | 10-й созыв       | КПСС        |
| —  |                  | Василий Васильевич Кузнецов (и. о.) (1901—1990) | 9 февраля 1984  | 11 апреля 1984  | он сам                                                | 11-й созыв       | КПСС        |
| 9  |                  | Константин Устинович Черненко (1911—1985)       | 11 апреля 1984  | 10 марта 1985   | Василий Кузнецов                                      | 11-й созыв       | КПСС        |
| —  |                  | Василий Васильевич Кузнецов (и. о.) (1901—1990) | 10 марта 1985   | 2 июля 1985     | он сам                                                | 11-й созыв       | КПСС        |
| 10 |                  | Андрей Андреевич Громыко (1909—1989)            | 2 июля 1985     | 1 октября 1988  | Василий Кузнецов (1985—1986) Пётр Демичев (1986—1988) | 11-й созыв       | КПСС        |
| 11 |                  | Михаил Сергеевич Горбачёв (1931—2022)           | 1 октября 1988  | 25 мая 1989     | Анатолий Лукьянов                                     | 11-й—12-й созывы | КПСС        |